# Diana E. H. Russell
Pour les articles homonymes, voir Russell.
Diana Elizabeth Hamilton Russell, née le 6 novembre 1938 au Cap (province du Cap) et morte le 28 juillet 2020 à Oakland (Californie) aux États-Unis, est une écrivaine, sociologue, et féministe sud-africaine. Experte des questions de violence contre les femmes, elle définit en 1976, le mot féminicide comme étant le meurtre de femmes par des hommes parce qu'elles sont des femmes.

## Biographie
Diana Elizabeth Hamilton Russell naît et grandit au Cap dans l'état du Cap-Occidental, le 6 novembre 1938. Née d'un père sud-africain et d'une mère britannique, elle est la quatrième d'une fratrie de six enfants. Après avoir obtenu son baccalauréat à l'Université du Cap à l'âge de 19 ans, Diana Russell part s'installer en Grande-Bretagne.
En Grande-Bretagne, elle entame des études supérieures en sciences sociales et en administration à la London School of Economics and Political Science. En 1961, elle est diplômée avec distinction et reçoit également le prix du meilleur étudiant du programme. Elle déménage aux États-Unis, en 1963, où elle est acceptée dans un programme de doctorat interdisciplinaire à l'Université Harvard. Ses recherches portent sur la sociologie et l'étude de la révolution.
Les recherches de Diana Russell découlent probablement de sa propre expérience dans le mouvement anti-apartheid, en Afrique du Sud. En 1963, elle rejoint le Parti libéral d'Afrique du Sud, fondé par Alan Paton, l'auteur du livre Pleure, ô pays bien-aimé. Alors qu'elle participe à une manifestation pacifique au Cap, Diana Russell est arrêtée avec d'autres membres du parti. Elle en conclue que les stratégies non-violentes sont vaines contre la violence brutale et la répression de l'État policier afrikaner blanc. Par la suite, elle rejoint le Mouvement de résistance africaine (MRA), un mouvement révolutionnaire clandestin combattant l'apartheid en Afrique du Sud. La principale stratégie de l'MRA est de saboter les biens du gouvernement, et bien que Diana Russell ne fût qu'un membre périphérique de l'MRA, elle risque toujours une peine de 10 ans de prison si elle est arrêtée.

## Engagement

### Travaux sur les violences faites aux femmes
Au cours des 45 dernières années, elle s'est engagée dans des recherches sur la violence à l'égard des femmes. Elle a écrit de nombreux livres et articles sur le viol, notamment le viol conjugal, le féminicide, l'inceste, les meurtres misogynes de femmes et la pornographie.
Diana E. H. Russell fait partie des fondatrices en 1977, de Women Against Violence in Pornography and Media (WAVPM), organisation féministe anti-pornographie.

### Implication dans le Tribunal International des Crimes contre les Femmes
Elle fait partie des organisatrices du Tribunal International des Crimes contre les Femmes auprès d'autres féministes majeures : Lily Boeykens, Lydia Horton, Grainne Farren, Nuala Fennell... Le Tribunal a été inauguré par la lecture d'une lettre adressée par Simone de Beauvoir. Il a rassemblé près de 2000 femmes venues de 40 pays à Bruxelles en mars 1976 (du 4 au 8). C'est devant cette assemblée que Diana E. H. Russell aurait définit, pour la première fois publiquement, le terme de féminicide comme étant le meurtre de femmes par des hommes parce qu'elles sont des femmes.
On lui doit la co-rédaction avec la journaliste belge Nicole Van de Ven de l'ouvrage The proceedings of the International Tribunal on Crimes against Women, paru en 1976 qui retrace l'aventure du Tribunal.
En mars 2023, une exposition réalisé par Milène Le Goff via l'Université des Femmes, est la première en Europe a présenté des archives inédites et des photographies exclusives de l'événement. A cette occasion, plusieurs militantes se sont réunies pour la première fois depuis la tenue du Tribunal en 1976. Un colloque de trois jours a permis de visibiliser l'événement et de rassembler plusieurs générations de féministes, d'académiques et de militantes.

### Lutte contre l'inceste
Elle fonde en 1993 Women United Against Incest, une association qui soutient les victimes d'inceste.

## Prix et distinctions
- co-récipiendaire du C. Wright Mills Award, pour The Secret Trauma, 1986[11]
- prix de l'héroïne humaniste, American Humanist Association, 2001[12]

## Œuvres

### Essais
- (en) Diana E. H. Russell, The Politics of Rape: The Victim's Perspective, Stein and Day, 1974, 311 p.  (ISBN 978-0812818604)
- (en) Diana E. H. Russell, Rebellion, Revolution, and Armed Force: A Comparative Study of Fifteen Countries with Special Emphasis on Cuba and South Africa, Academic Press, 1975, 210 p.  (ISBN 978-0127857459)
- (en) Diana E. H. Russell et Nicole van de Ven, Crimes Against Women: Proceedings of the International Tribunal, Frog in the Well, 1976, 294 p.  (ISBN 978-0960362851)
- (en) Diana E. H. Russell, Robin Ruth Linden, Darlene R. Pagano, Susan Leigh Star, Against Sadomasochism: A Radical Feminist Analysis, Frog in the Well, 1982, 212 p.  (ISBN 978-0960362837)
- (en) Diana E. H. Russell, Sexual Exploitation: Rape, Child Sexual Abuse, and Workplace Harassment, Sage Publications. Inc, 1984, 303 p.  (ISBN 978-0803923553)
- (en) Diana E. H. Russell, The Secret Trauma: Incest In The Lives Of Girls And Women, Basic Books, 1986, 472 p.  (ISBN 978-0465075966)
- (en) Diana E. H. Russell, Exposing Nuclear Phallacies, Pergamon Press, 1989, 335 p.  (ISBN 978-0080364766)
- (en) Diana E. H. Russell, Lives of Courage: Women for a New South Africa, iUniverse, 1989, 416 p.  (ISBN 978-0595291397)
- (en) Diana E. H. Russell, Rape in Marriage, Indiana University Press. 1990, 464 p.  (ISBN 978-0253205636)
- (en) Diana E. H. Russell et Jill Radford, Femicide: The Politics of Woman Killing, Twayne Publishers, 1992, 379 p.  (ISBN 978-0805790283)
- (en) Diana E. H. Russell, Against Pornography: The Evidence of Harm, Russell Publishing, 1993, 169 p.  (ISBN 978-0963477613)
- (en) Diana E. H. Russell, Making Violence Sexy: Feminist Views on Pornography, Teachers College Press, 1993, 320 p.  (ISBN 978-0807762684)
- (en) Diana E. H. Russell, Behind Closed Doors in White South Africa: Incest Survivors Tell Their Stories, Palgrave MacMillan, 1997, 195 p.  (ISBN 978-0312173753)
- (en) Diana E. H. Russell, Dangerous Relationships: Pornography, Misogyny and Rape, Sage Publications. Inc, 1998, 224 p.  (ISBN 978-0761905257)
- (en) Diana E. H. Russell et Rebecca M. Bolen, The Epidemic of Rape and Child Sexual Abuse in the United States, Sage Publications. Inc, 2000, 336 p.  (ISBN 978-0761903024)
- (en) Diana E. H. Russell et Roberta A. Harmes, Femicide in Global Perspective, Teachers College Press, 2001, 209 p.  (ISBN 978-0807740477)